# Amado Nervo
Amado Nervo, pseudonimo di Juan Crisóstomo Ruiz de Nervo (Tepic, 27 agosto 1870 – Montevideo, 24 maggio 1919), è stato un poeta, scrittore e diplomatico messicano, uno dei massimi esponenti del modernismo.

## Biografia

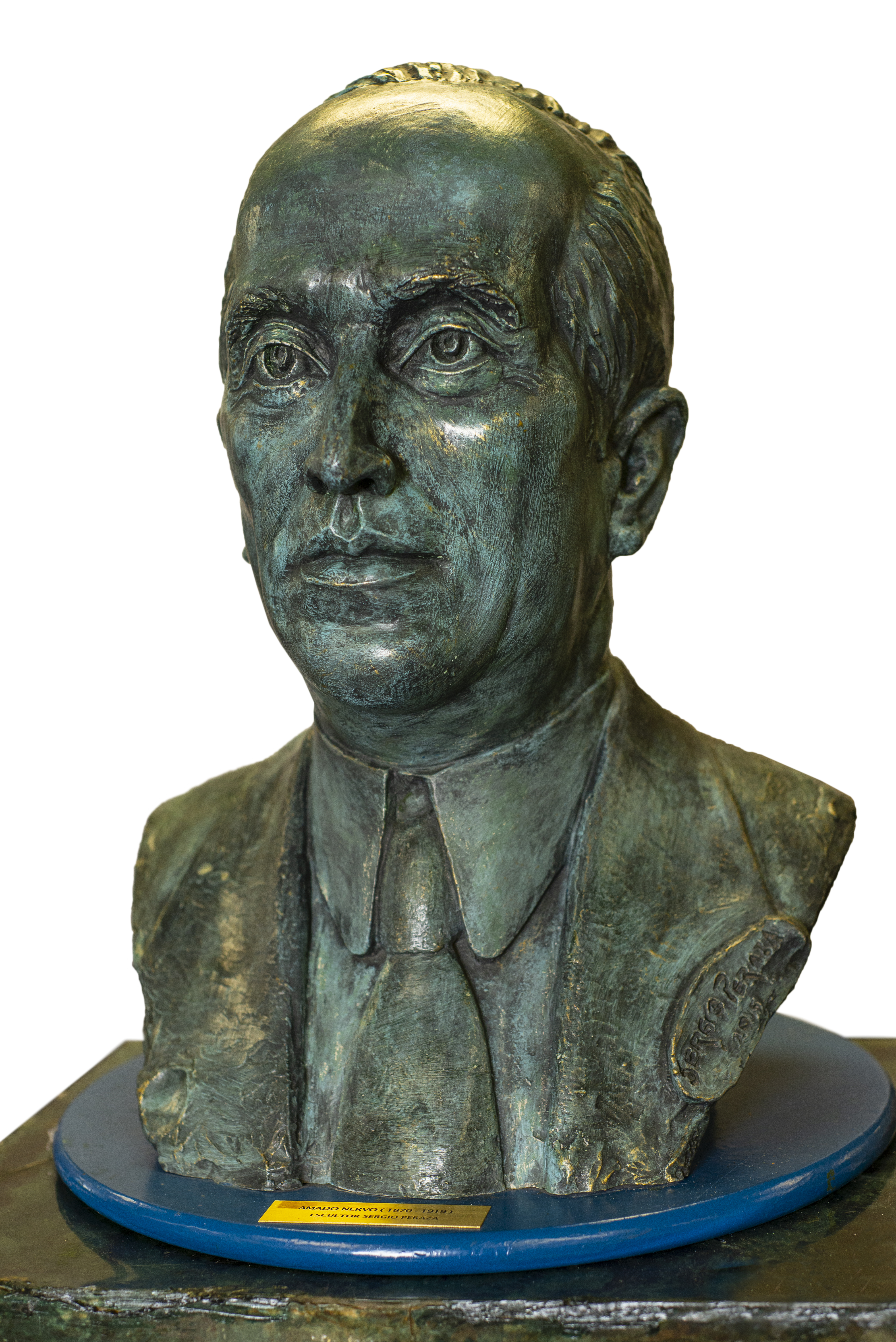
Busto dedicato ad Amado Nervo

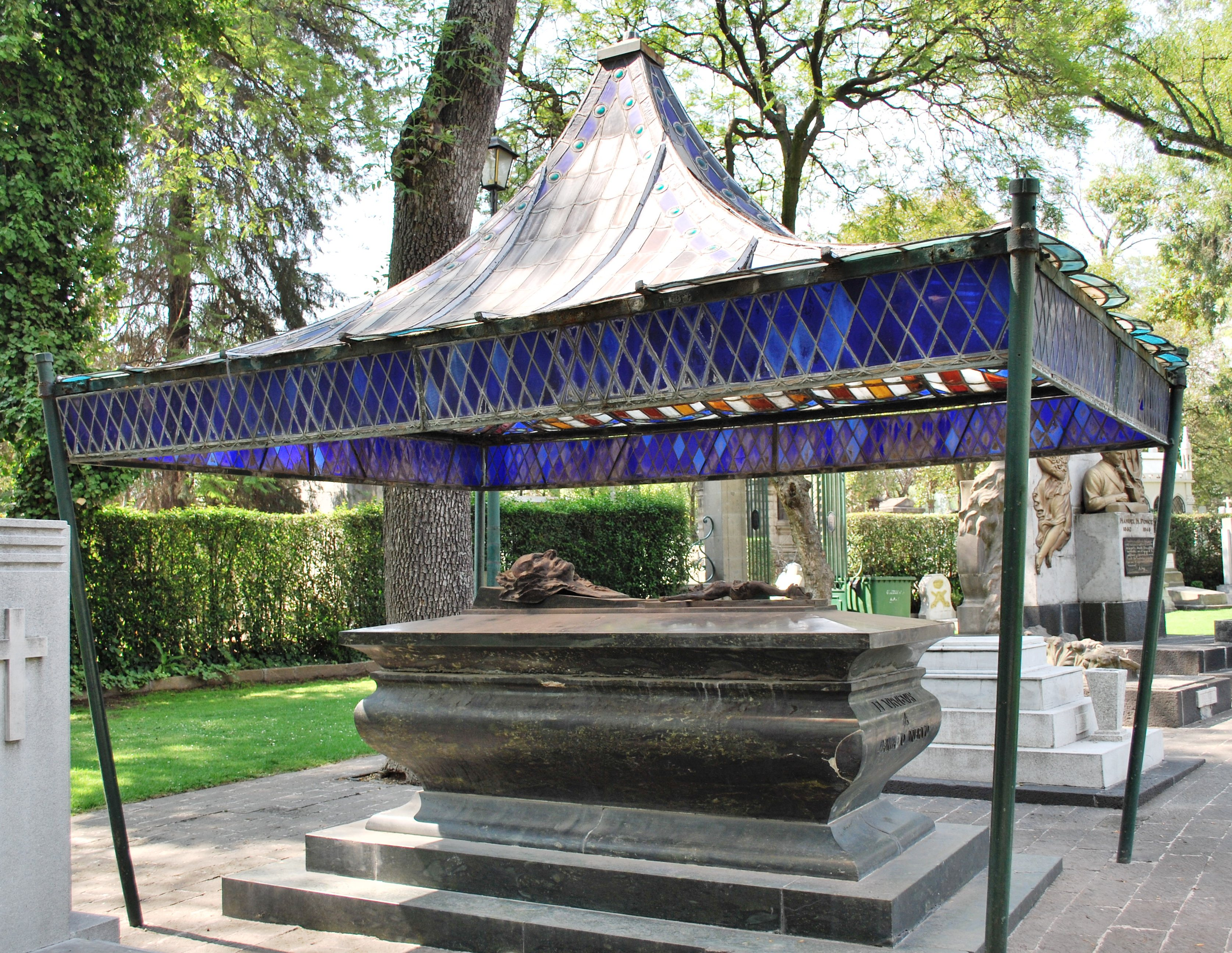
Tomba di Amado Nervo a Città del Messico

Amado Nervo nacque a Tepic il 27 agosto 1870,
discendente di una vecchia famiglia spagnola che si stabilì a San Blas agli inizi del XIX secolo.
La sua carriera di studi incominciò a Tepic per le scuole primarie; all'età di nove anni, frequentò una scuola religiosa cattolica, quella di Jacona, in Michoacán, dopo di che entrò nel
seminario di Zamora (Michoacán), dove studiò, tra le altre materie, il latino.
In seguito decise di studiare legge per un biennio ma, a causa di motivi economici, dovette rientrare temporaneamente a Tepic, prima di trasferirsi a Mazatlán, dove esordì nel giornalismo collaborando con il Correo de la Tarde.
Nel 1894 si trasferì a Città del Messico, mantenendosi con impieghi nel commercio e scrivendo la sua prima opera letteraria, pubblicata l'anno seguente, un romanzo intitolato Il Diplomato (El bachiller, 1895), che fece discutere in America per la sua audacia formale e contenutistica, anche se intriso della sua esperienza da seminarista, soprattutto della crisi che lo indusse a lasciare il seminario, e dell'ambiente di Zamora.
La sua vastissima opera letteraria comprende poesie, romanzi, racconti, cronache, saggi critici, poemi in prosa e un'opera di teatro.
Mistiche (Místicas) fu il suo primo volume di versi pubblicato nel 1898, anche se la prima raccolta di poesie fu la giovanile Perle Nere (Perlas negras, 1898), che venne data alle stampe lo stesso anno. Mistiche, intrisa di ispirazioni religiose, lo collocò tra i poeti più promettenti.
Nella prosa la sua seconda opera fu Il Donatore di Anime (El dador de almas, 1898) e l'anno seguente venne rappresentata al Teatro Principale un'operetta, intitolata Consolazione (Consolación, 1899).
Nel 1900 fu inviato a Parigi, corrispondente de Il Mondo, anche se si trovò presto in difficoltà economiche a causa del suo licenziamento; in compenso incontrò, il 31 agosto 1901, la sua compagna di vita, Ana Cecilia Luisa Dailliez, che morì il 7 gennaio 1912, alla quale dedicò un libro di versi disperati, ma molto eruditi: L'Amata Immobile (El Amata Inmóvil, 1920).
A Parigi conobbe Paul Verlaine, che apprezzò particolarmente anche per le affinità del contrasto interiore dello spirito mistico e la sensualità tipica dei suoi versi, Jean Moréas, Oscar Wilde, gli scrittori modernisti, e strinse una profonda amicizia con Rubén Darío, con il quale condivise una specie di vie de bohème; a Parigi pubblicò il volume di poesie Poesie panteiste (Poemas panteístas, 1901).
Rientrato in patria, nel 1902, pubblicò il suo bel libro di prosa e versi chiamato L'Esodo ed i fiori della strada (El éxodo y las flores del camino, 1902), con cui si avvicinò al parnassianismo. Nello stesso anno pubblicò Lira Eroica (Lira heroica, 1902).
Dal 1902 al 1905 collaborò con Il Mondo, L'Imparziale ed Il Mondo Istruito.
Pubblicò un altro libro di versi: I Giardini Interni (Los jardines interiores, 1905) e negli stessi anni ottenne l'incarico di insegnare lingua spagnola nella Scuola nazionale preparatoria del Messico.
Nel 1905 iniziò la sua carriera diplomatica a Madrid, oltre a lavorare come corrispondente per Il Comando.
Le sue prime raccolte si caratterizzarono per l'influsso del simbolismo francese e del modernismo di Rubén Darío.
In Spagna scrisse molti dei suoi migliori libri poetici, tra i quali si possono menzionare A Voce Bassa (En voz baja, 1909), con cui iniziò una fase più intimista, alla ricerca intensa di una fede, intrisa di studi esoterici, buddhistici e di mistici di tutte le religioni, che lo condusse ad una sorta di panteismo permeante i suoi versi, non esente tuttavia da ricercatezza di stile ancora modernista; cui seguirono Juana di Asbaje (Juana de Asbaje, 1910); Serenità (Serenidad, 1914); Elevazione e Pienezza (Elevación y plenitud, 1917);Lo stagno dei fiori di loto (El estanque de los lotos, 1919); L'arciere divino (El arquero divino, 1922).
La sua produzione in prosa successiva, presentò caratteristiche simili a quella poetica: Le anime che passano (Las almas que pasan, 1906); Abbondanza (Plenitud, 1918); Il diamante dell'inquietudine (El diamante de la inquietud, 1919); Racconti misteriosi (Cuentos misteriosos, 1919), racconti simbolistici ed esoterici, fantascientifici nei quali si scoprono esperienze metapsichiche, letture di testi religiosi, di filosofi orientali e di Friedrich Nietzsche.
Nel 1914, abbandonò temporaneamente il suo incarico diplomatico ed ebbe nuovamente problemi economici, risolti nel 1918, quando ricoprì cariche diplomatiche in Argentina e Uruguay.
Amado Nervo morì a Montevideo 24 maggio 1919.

## Opere

### Prosa
- Il Diplomato (El bachiller, 1895);
- Il Donatore di Anime (El dador de almas, 1898);
- L'Esodo ed i fiori della strada (El éxodo y las flores del camino, 1902);
- Lira Eroica (Lira heroica, 1902);
- Il diavolo disinteressato (El diablo desinteresado, 1916)
- Le anime che passano (Las almas que pasan, 1906);
- Abbondanza (Plenitud, 1918);
- Il diamante dell'inquietudine (El diamante de la inquietud, 1919);
- Racconti misteriosi (Cuentos misteriosos, 1919).

### Poesia
- Mistiche (Místicas, 1898);
- Perle Nere (Perlas negras, 1898);
- Poesie panteiste (Poemas panteístas, 1901);
- L'Esodo ed i fiori della strada (El éxodo y las flores del camino, 1902);
- I Giardini Interni (Los jardines interiores, 1905);
- A Voce Bassa (En voz baja, 1909);
- Juana di Asbaje (Juana de Asbaje, 1910);
- Serenità (Serenidad, 1914);
- Elevazione e Pienezza (Elevación y plenitud, 1917);
- Lo stagno dei fiori di loto (El estanque de los lotos, 1919);
- L'Amata Immobile (El Amata Inmóvil, 1920);
- L'arciere divino (El arquero divino, 1922).

### Teatro
- Consolazione (Consolación, 1899).